# Volkodav (film 1991)
Volkodav (Волкодав) è un film del 1991 diretto da Michail Tumanišvili.

## Trama
Il film racconta la storia della relazione tra un agente investigativo criminale e un pericoloso criminale che lei insegue.